# Keferloh

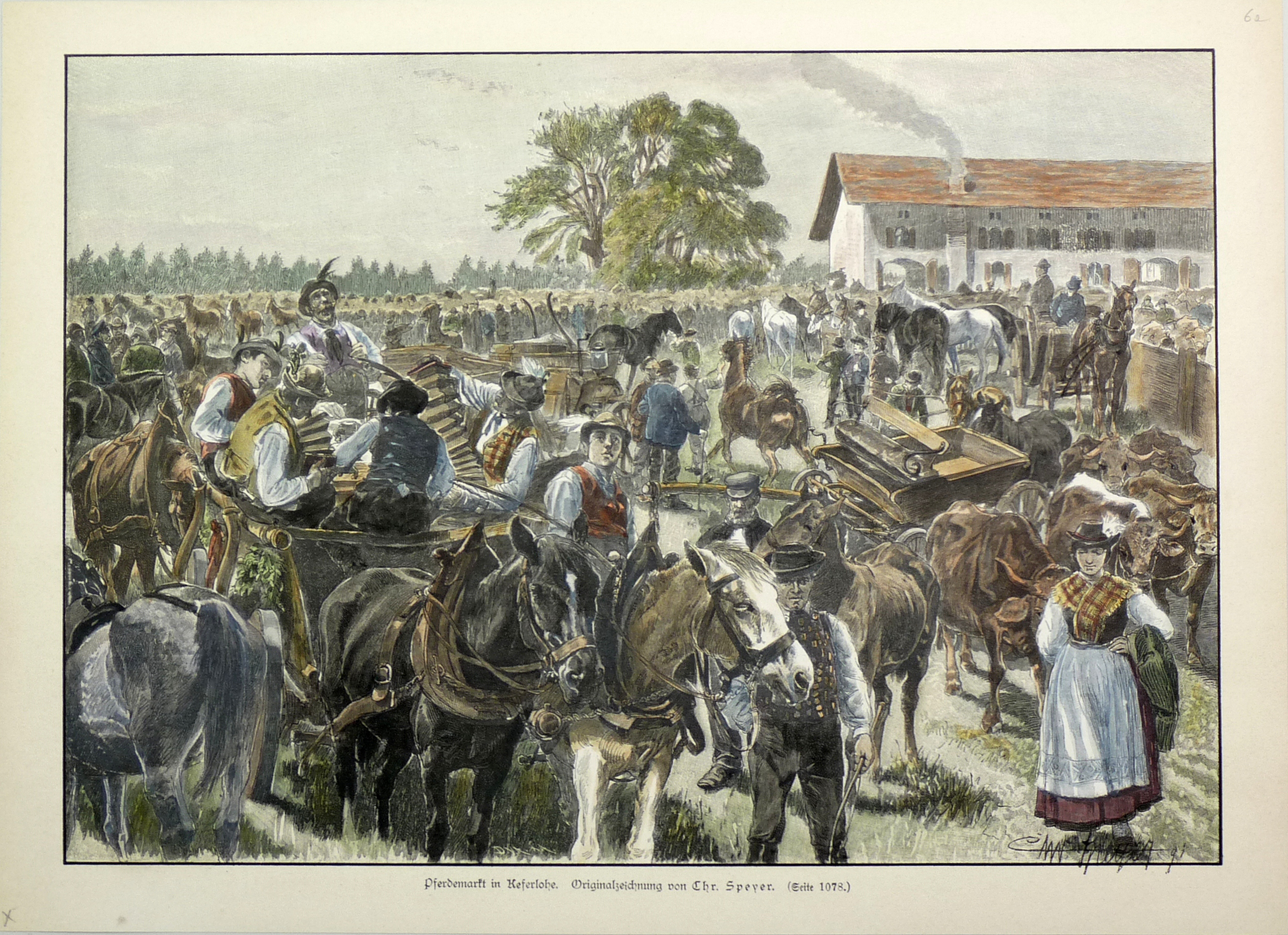
Pferdemarkt in Keferloh. Kolorierter Holzstich nach Christian Speyer, um 1891

Der Weiler Keferloh ist ein Ortsteil von Grasbrunn im Landkreis München in Oberbayern. 

## Geographie
Keferloh liegt an der historischen Salzstraße von Salzburg nach Augsburg und ist wegen des Keferloher Montags bekannt, eines ehemals dort stattfindenden überregional bedeutenden Viehhandelstags am Montag nach dem Ägidiustag Anfang September. Am 1. August 2023 hatte der Ortsteil 19 Einwohner.

## Beschreibung

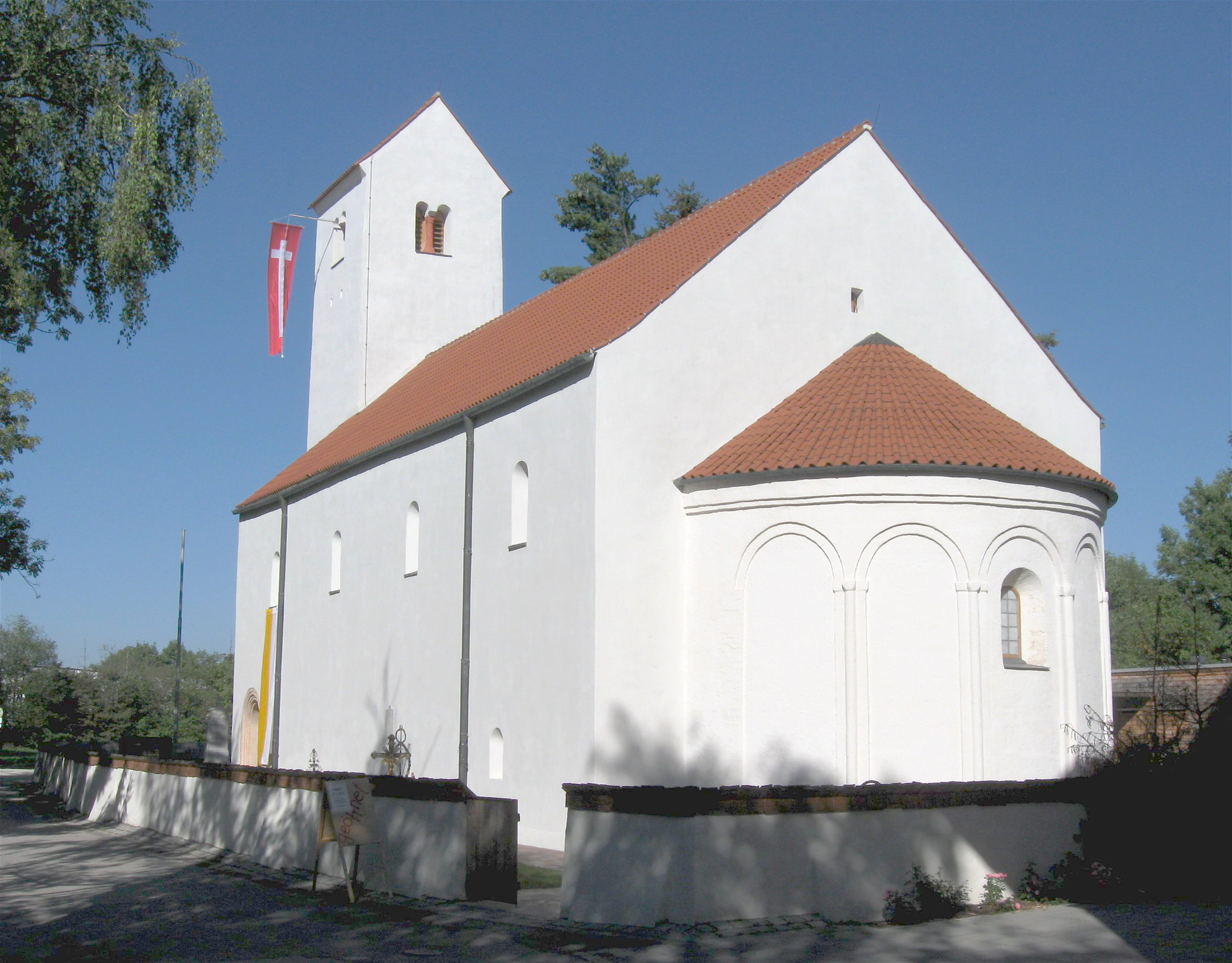
St. Aegidius

Ursprünglich lag Keferloh auf einer eigenen Rodungsinsel im Eicherholz. Im 20. Jahrhundert dehnte sich aber das nördlich gelegene Haar aus und ist heute von Keferloh nur noch durch landwirtschaftliche Flächen, aber nicht mehr durch Wald getrennt. Der Weiler besteht aus der Kirche St. Ägidius, dem gewerblich genutztem Gut Keferloh mit Erweiterungsgebäuden, einer Druckerei der Allianz-Gruppe und einem vielfach erweiterten Gasthof mit traditionellem Biergarten. Im Südwesten schließt sich ein großes, allerdings seit 2017 geschlossenes und zerfallendes Tenniszentrum mit früher mehr als 30 Plätzen an. 
Das ebenfalls zu Grasbrunn gehörende Neukeferloh liegt östlich von Keferloh und wird durch das Eicherholz und die Bundesautobahn A 99 davon getrennt. Es ist mittlerweile der Grasbrunner Ortsteil mit den meisten Einwohnern und schließt sich direkt an den Ort Vaterstetten in der Nähe der S-Bahn-Station an.

## Geschichte

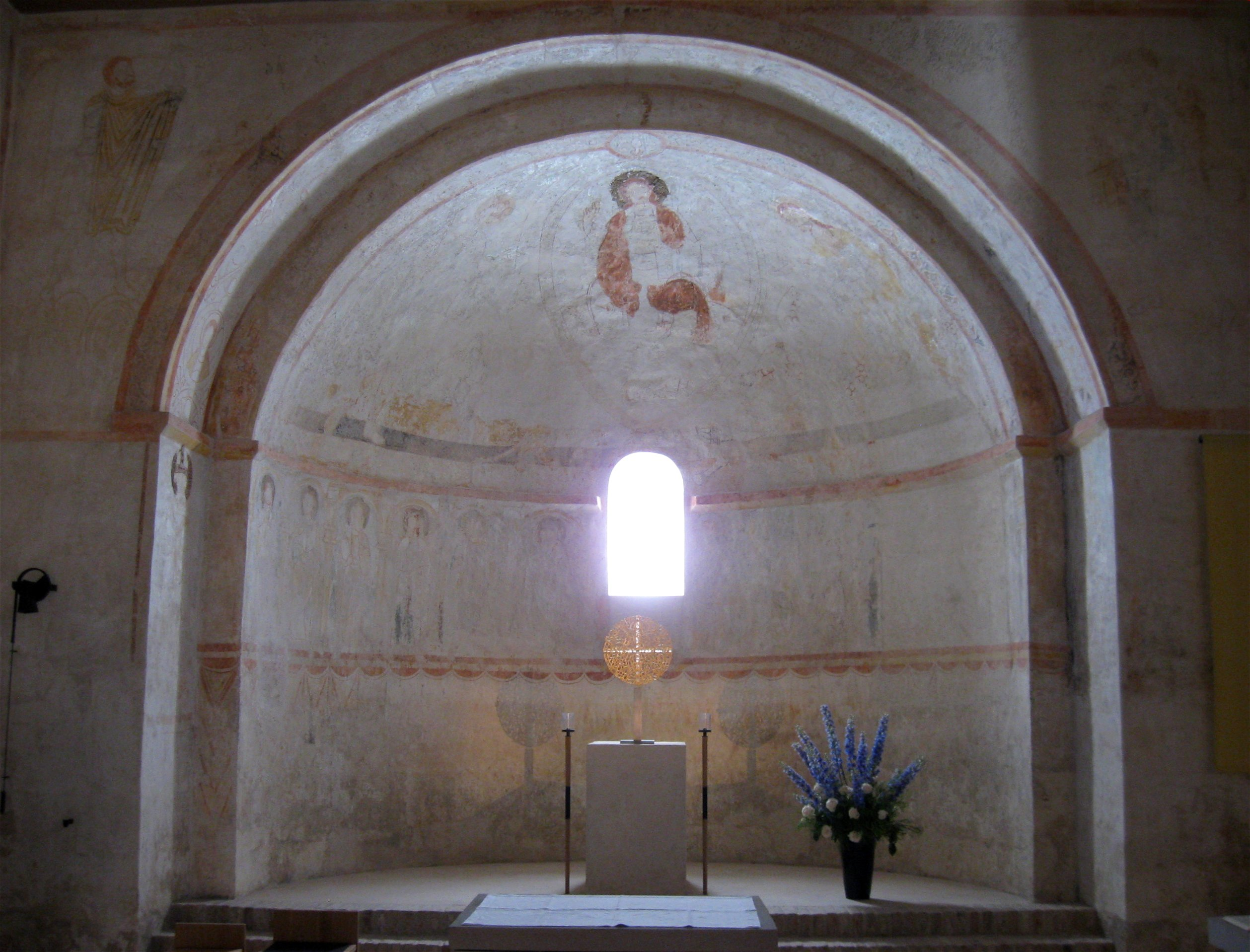
Romanische Fresken in der Apsis

Der Legende nach verdanken Siedlung und Viehhandel ihre Existenz dem Erfolg des Grafen Eberhard von Ebersberg bei der Schlacht auf dem Lechfeld am 10. August 955. Laut Widukind von Corvey kamen die bayerischen Reiter dem Heer Ottos des Großen gerade noch rechtzeitig zu Hilfe, als die zahlenmäßig überlegenen Ungarn die Schlacht beinahe schon gewonnen hatten. Otto soll aus Dankbarkeit die Hauptleute des Ebersbergers Niklas und Baldhauser zur Rittern geschlagen und ihnen gestattet haben, die herrenlosen Tiere der besiegten Ungarn zusammenzutreiben. 17.531 Tiere sollen der Überlieferung nach so zusammengekommen und auf dem Gebiet des Ebersberger Grafen beim heutigen Keferloh zusammen getrieben worden sein. Aus der Versteigerung der Tiere sei ein Jahrmarkt entstanden. Ein Edikt Ottos des Großen soll auch für die folgenden Jahre die Abhaltung eines Rossmarkts am Laurentiustag, dem Jahrestag der Schlacht, erlaubt haben. Historische Dokumente, die diese Legende und die Existenz eines Ortes im 10. Jahrhundert belegen, existieren nicht. Es gibt auch keine archäologischen Nachweise aus dieser Zeit. Zudem beanspruchen mehrere Gemeinden in der Umgebung Schauplatz dieser Geschichte zu sein.
Nach der Verlegung des Salzhandelswegs 1158 durch den bayerischen Herzog Heinrich der Löwe von Freising nach München lag das heutige Keferloh an der Kreuzung der neuen von Ost nach West führenden Salzstraße mit der von Süden kommenden Isarstraße von Kloster Schäftlarn über Föhring nach Freising. Aus diesem Jahr 1158 stammt die erste urkundliche Erwähnung als Keferloher Grund durch Bischof Otto von Freising an das Kloster Schäftlarn übertragen wurde. Ebenfalls seit 1158 ist das Marktrecht für Keferloh verbrieft. Die Weihe der Kirche St. Ägidius im Jahr 1173 am Ägidiustag durch Bischof Adalbert I. von Freising, dem 1. September, gab Kirche und Jahrmarkt das Patrozinium und damit den bis heute bestehenden Termin am Montag nach Ägidius. Die Kirche wurde 2013 nach Renovierungen wieder eröffnet. Dabei wurde die romanische Ausmalung freigelegt und restauriert.
Aus den Anfangsjahren sind nachweislich drei Grundherren genannt, nämlich der Graf von Wolfratshausen, der Graf von Moosburg und schließlich der Bischof von Freising. Bischof Otto stammte aus dem Adelsgeschlecht der Babenberger und war Bruder von Heinrich Jasomirgott, der bis 1156 bayerischer Herzog war. Otto nutzte diese Position, um den Besitz des Freisinger Bistums durch Schaffung neuer Dienstmannensitze zu vergrößern. Hierzu nutzte er auch die Möglichkeit der Neuansiedlung beziehungsweise Wiederbelebung ehemaliger Klöster, so vom Kloster Schäftlarn mit der Berufung des Prämonstratenser-Ordens. 1170 überließ Bischof Adalbert I. dem Schäftlanern auch den Zehnt vom Weiler Keferloh und gab den Prämonstratensern so eine Einnahmequelle.

### Keferloher Markt und Keferloher Bierkrug
1407 scheiterte Herzog Wilhelm III. bei dem Versuch, den Keferloher Markt nach München an die Hangkante der Isar bei Giesing zu verlegen.
Der jährliche Viehmarkt erreichte Anfang des 19. Jahrhunderts bis zu 30.000 Besucher, rund 6000 gehandelte Pferde und ganze Herden von Rindern und Schafen. Daraus entstand ein bedeutendes Volksfest, das als derb und gewalttätig beschrieben wurde. Der Autor und Verleger Karl Fernau hielt 1840 fest: „Dieser Tag ist in den Kalendern der Ärzte und Gendarmen rot eingezeichnet.“ Dabei wurde in Keferloh ein in Massenproduktion herstellbarer, tönerner Bierkrug entwickelt, der das Bier lange kühl hält. Er war der Namensgeber für den heutigen Keferloher. Das Volksfest verlor nach dem Erfolg des Münchner Oktoberfests im Laufe des 19. Jahrhunderts zunehmend an Bedeutung und wurde im 20. Jahrhundert eingestellt. 1995 wurde es auf Initiative von Grasbrunner Bürgern wieder ins Leben gerufen. Inzwischen ist es wieder das bedeutendste jährliche Landwirtschaftsfest der Region. Jedes Jahr tritt ein hochrangiger, meist bayerischer, Politiker als Festredner auf, wobei er den Keferloher Strohhut trägt.

## Bauten
- Gut Keferloh, Gastwirtschaft
- St. Aegidius, romanische Kirche aus dem 12. Jahrhundert
- St. Maria, Hofkapelle aus dem 19. Jahrhundert.